# لاغونا ديل ديامانتي (بحيرة)
بحيرة لاغونا ديل ديامانتي (بالأسبانية: Laguna del Diamante) - ومعناها بالعربية بحيرة الماسة – هي بحيرة تقع في مقاطعة ميندوزا في الأرجنتين في قسم سان كارلوس، وتبعد حوتلي 198 كم من مدينة ميندوزا.
مساحتها حوالي 14 كم مربع. وهي واحدة من أكبر البحيرات العذبة في المقاطعة.
ويقع بالجوار بركان مايبو. وقد أثر البركان وثوراته في تشكيل شكل البحيرة في شكل ماسة. وتشتهر البحيرة بجمالها الرائع.